# Paluba
Paluba predstavlja unutrašnjost brodskog trupa. Brod je po visini podeljen na palube, a po dužini na poprečne pregrade, a njihova je uloga da podele brod na potrebne površine, povećaju čvrstoću broda i u slučaju prodora vode u brod spreče potapanje celog broda i njegovo potonuće.
Paluba nadgradnja je sve ono što se na brodu nalazi iznad palube. Ako se nadgradnja pruža od jedne do druge bočne strane broda naziva se nadgrađe, a ako je uže onda se naziva palubna kućica.

## Spoljašnje veze
- Архивирано на веб-сајту  (9. април 2016)
- Архивирано на веб-сајту  (22. фебруар 2011)